# Paroxoplus
Paroxoplus is een kevergeslacht uit de familie van de boktorren (Cerambycidae). De wetenschappelijke naam van het geslacht werd voor het eerst geldig gepubliceerd in 1959 door Chemsak.

## Soorten
Paroxoplus omvat de volgende soorten:
- Paroxoplus ornaticollis (Lacordaire, 1869)
- Paroxoplus poecilus (Bates, 1880)